# Coccoloba baracoensis
Coccoloba baracoensis är en slideväxtart som beskrevs av Oswald Schmidt. Coccoloba baracoensis ingår i släktet Coccoloba och familjen slideväxter. Inga underarter finns listade i Catalogue of Life.